# Dreiband-Weltmeisterschaft für Nationalmannschaften 2002

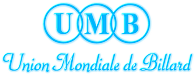
Logo UMB (ausrichtender Verband)

Veranstaltungsort: Viersen

Die Dreiband-Weltmeisterschaft für Nationalmannschaften 2002 war die 16. Auflage dieses Turniers, das seit 1981 in der Regel jährlich in der Billardvariante Dreiband ausgetragen wird. Sie fand, vom 21. bis zum 24. Februar 2002, in Viersen statt.

## Turnierkommentar
Dies war die letzte Weltmeisterschaft an der Raymond Ceulemans alias „Mr. 100“, vielfacher Einzelweltmeister aus Belgien, teilnahm. Titelverteidiger waren die Schweden (Team A), die jedoch schon in der Gruppenphase vorzeitig ausschieden. Vizeweltmeister Deutschland (Team A) gewann das Finale gegen die Niederlande mit 5:1 Sätzen und wurde nach 1993, 1994 und 1997 zum vierten Mal Weltmeister. Bester Spieler des Turniers war Christian Rudolph, gefolgt von Martin Horn und Dick Jaspers der auch das Best Game mit 7,500 (15 Punkte in 2 Aufnahmen) spielte.
Peru hatte sich zwar zum Turnier angemeldet, war aber nicht angereist. Sie erhielten dafür 50 Strafpunkte. Zum ersten Mal war der US-amerikanische Topspieler Pedro Piedrabuena dabei.
Beide Mannschaften aus Japan und Deutschland schafften den Sprung ins Viertelfinale. Frankreichs 2. Mannschaft spielte besser als die 1. Mannschaft und lag fünf Plätze vor den Favoriten aus dem eigenen Land.

## Spielmodus
Eingeladen waren 24 Mannschaften, 18 Mannschaften hatten sich angemeldet. Die fehlenden Teams wurden durch die 2. Mannschaften wie folgt besetzt:
1. Titelverteidiger:  Schweden
2. Ausrichter:  Deutschland
3. Drittplatzierter:  Niederlande
4. Nächstplatzierter nach Rangliste:  Japan,  Dänemark,  Frankreich

Gespielt wurde in acht Gruppen (A–H) zu je drei Mannschaften auf zwei Match-Billards. Jedes Team bestand aus zwei Spielern. Die besten acht Nationen der Weltrangliste waren gesetzt und spielten direkt in der Hauptrunde. Die Gruppenersten kamen in die Finalrunde. Der 3. Platz wurde ausgespielt. Es wurde im Satzsystem auf Punkte gespielt – in der Gruppenphase „Best of 3“, ab dem Viertelfinale „Best of 5“, jeweils auf 15 Punkte. Die Shot-clock stand auf 40 Sekunden, mit der Möglichkeit für jeden Spieler ein Time-out je Spiel von ebenfalls 40 Sekunden zu nehmen.
Bei Punktegleichstand wurde wie folgt gewertet:
1. Matchpunkte (MP)
2. Satzverhältnis (SV)
3. Mannschafts-Generaldurchschnitt (MGD)

## Teilnehmer
| Nation             | Gruppe | Spieler 1          | Spieler 2            |
| ------------------ | ------ | ------------------ | -------------------- |
| Ägypten            | G      | Ihab el Messery    | Hesham Saad          |
| Belgien            | G      | Raymond Ceulemans  | Frédéric Caudron     |
| Dänemark A         | C      | Dion Nelin         | Tonny Carlsen        |
| Dänemark B         | E      | Thomas Andersen    | Michael Lohse        |
| Deutschland A      | B      | Christian Rudolph  | Martin Horn          |
| Deutschland B      | E      | Johann Schirmbrand | Stefan Galla 1*      |
| Frankreich A       | A      | Marc Bognières     | Jérémy Bury          |
| Frankreich B       | C      | Fabrice Puigvert   | Christophe Duval     |
| Italien            | F      | Marco Zanetti      | Salvatore Papa       |
| Japan A            | G      | Takamitsu Arakawa  | Yoichiro Mori        |
| Japan B            | A      | Akio Shimada       | Tatsuo Arai          |
| Südkorea           | H      | Kim Youn-soo       | Lee Seung-jin        |
| Niederlande A      | D      | Dick Jaspers       | Anno de Kleine       |
| Niederlande B      | C      | Frans van Kuijk    | Raimond Burgman      |
| Österreich         | D      | Andreas Efler      | Gerhard Kostistansky |
| Peru               | H      | Ramon Rodriguez    | Maximo Aguirre       |
| Portugal           | B      | Manuel-Rui Costa   | Jorge Theriaga       |
| Schweden A         | A      | Torbjörn Blomdahl  | Michael Nilsson      |
| Schweden B         | D      | Nalle Olsson       | David Traner         |
| Schweiz            | F      | Alex Niederlander  | Jean-Michel Beckers  |
| Spanien            | F      | Daniel Sánchez     | Enrique Penalva      |
| Tschechien         | B      | Ivo Gazdos         | Radek Novak          |
| Türkei             | H      | Tayfun Taşdemir    | Adnan Yüksel         |
| Vereinigte Staaten | E      | Pedro Piedrabuena  | Adrian Viguera       |

|}
Anmerkung
- 1* Reserve: Thorsten Frings

## Gruppenphase

### Gruppe A
| Platz | Nation       | Sp. | G-U-V | MP  | SV  | MGD   | BEMD  |
| ----- | ------------ | --- | ----- | --- | --- | ----- | ----- |
| 1     | Japan B      | 2   | 1-1-0 | 3:1 | 7:3 | 1,339 | 1,538 |
| 2     | Schweden A   | 2   | 0-2-0 | 2:2 | 5:5 | 1,163 | 1,219 |
| 3     | Frankreich A | 2   | 0-1-1 | 1:3 | 2:6 | 0,807 | 1,024 |

| Datum            | Nation 1     | MGD   | MP  | SV  | MGD   | Nation 2     |
| ---------------- | ------------ | ----- | --- | --- | ----- | ------------ |
| 21. Februar 2002 | Japan B      | 1,538 | 2:0 | 4:0 | 0,567 | Frankreich A |
| 22. Februar 2002 | Frankreich A | 1,024 | 1:1 | 2:2 | 1,219 | Schweden A   |
| 22. Februar 2002 | Japan B      | 1,218 | 1:1 | 3:3 | 1,126 | Schweden A   |

### Gruppe B
| Platz | Nation        | Sp. | G-U-V | MP  | SV  | MGD   | BEMD  |
| ----- | ------------- | --- | ----- | --- | --- | ----- | ----- |
| 1     | Deutschland A | 2   | 2-0-0 | 4:0 | 8:2 | 1,051 | 1,138 |
| 2     | Portugal      | 2   | 1-0-1 | 2:2 | 5:5 | 0,832 | 1,032 |
| 3     | Tschechien    | 2   | 0-0-2 | 0:4 | 2:8 | 0,695 | -     |

| Datum            | Nation 1   | MGD   | MP  | SV  | MGD   | Nation 2      |
| ---------------- | ---------- | ----- | --- | --- | ----- | ------------- |
| 21. Februar 2002 | Portugal   | 1,032 | 2:0 | 4:1 | 0,762 | Tschechien    |
| 22. Februar 2002 | Tschechien | 0,750 | 0:2 | 1:4 | 0,791 | Deutschland A |
| 22. Februar 2002 | Portugal   | 0,640 | 0:2 | 1:4 | 1,138 | Deutschland A |

### Gruppe C
| Platz | Nation        | Sp. | G-U-V | MP  | SV  | MGD   | BEMD  |
| ----- | ------------- | --- | ----- | --- | --- | ----- | ----- |
| 1     | Dänemark A    | 2   | 1-1-0 | 3:1 | 7:3 | 1,420 | 1,523 |
| 2     | Frankreich B  | 2   | 0-2-0 | 2:2 | 4:6 | 0,963 | 1,108 |
| 3     | Niederlande B | 2   | 0-1-1 | 1:3 | 4:6 | 1,134 | 1,095 |

| Datum            | Nation 1      | MGD   | MP  | SV  | MGD   | Nation 2     |
| ---------------- | ------------- | ----- | --- | --- | ----- | ------------ |
| 21. Februar 2002 | Niederlande B | 1,095 | 1:1 | 3:2 | 0,857 | Frankreich B |
| 22. Februar 2002 | Dänemark A    | 1,326 | 1:1 | 3:2 | 1,108 | Frankreich B |
| 22. Februar 2002 | Niederlande B | 1,195 | 0:2 | 1:4 | 1,523 | Dänemark A   |

### Gruppe D
| Platz | Nation        | Sp. | G-U-V | MP  | SV  | MGD   | BEMD  |
| ----- | ------------- | --- | ----- | --- | --- | ----- | ----- |
| 1     | Niederlande A | 2   | 1-1-0 | 3:1 | 7:3 | 1,382 | 1,500 |
| 2     | Schweden B    | 2   | 1-0-1 | 2:2 | 4:4 | 0,970 | 0,937 |
| 3     | Österreich    | 2   | 0-1-1 | 1:3 | 3:7 | 0,965 | 1,222 |

| Datum            | Nation 1      | MGD   | MP  | SV  | MGD   | Nation 2   |
| ---------------- | ------------- | ----- | --- | --- | ----- | ---------- |
| 21. Februar 2002 | Österreich    | 0,741 | 0:2 | 0:4 | 0,937 | Schweden B |
| 22. Februar 2002 | Niederlande A | 1,296 | 1:1 | 3:3 | 1,222 | Österreich |
| 22. Februar 2002 | Niederlande A | 1,500 | 2:0 | 4:0 | 1,026 | Schweden B |

### Gruppe E
| Platz | Nation             | Sp. | G-U-V | MP  | SV  | MGD   | BEMD  |
| ----- | ------------------ | --- | ----- | --- | --- | ----- | ----- |
| 1     | Deutschland B      | 2   | 2-0-0 | 4:0 | 8:1 | 1,306 | 1,621 |
| 2     | Vereinigte Staaten | 2   | 1-0-1 | 2:2 | 4:6 | 0,898 | 0,892 |
| 3     | Dänemark B         | 2   | 0-0-2 | 0:4 | 3:8 | 0,703 | -     |

| Datum            | Nation 1      | MGD   | MP  | SV  | MGD   | Nation 2           |
| ---------------- | ------------- | ----- | --- | --- | ----- | ------------------ |
| 21. Februar 2002 | Dänemark B    | 0,809 | 0:2 | 1:4 | 1,125 | Deutschland B      |
| 21. Februar 2002 | Dänemark B    | 0,630 | 0:2 | 2:4 | 0,892 | Vereinigte Staaten |
| 22. Februar 2002 | Deutschland B | 1,621 | 2:0 | 4:0 | 0,914 | Vereinigte Staaten |

### Gruppe F
| Platz | Nation  | Sp. | G-U-V | MP  | SV  | MGD   | BEMD  |
| ----- | ------- | --- | ----- | --- | --- | ----- | ----- |
| 1     | Spanien | 2   | 1-1-0 | 3:1 | 7:3 | 1,000 | 1,260 |
| 2     | Italien | 2   | 1-1-0 | 3:1 | 6:3 | 1,127 | 1,222 |
| 3     | Schweiz | 2   | 0-0-2 | 0:4 | 1:8 | 0,532 | -     |

| Datum            | Nation 1 | MGD   | MP  | SV  | MGD   | Nation 2 |
| ---------------- | -------- | ----- | --- | --- | ----- | -------- |
| 21. Februar 2002 | Spanien  | 0,860 | 2:0 | 4:0 | 0,607 | Schweiz  |
| 21. Februar 2002 | Schweiz  | 0,418 | 0:2 | 0:4 | 1,052 | Italien  |
| 22. Februar 2002 | Spanien  | 1,260 | 1:1 | 3:2 | 1,222 | Italien  |

### Gruppe G
| Platz | Nation  | Sp. | G-U-V | MP  | SV  | MGD   | BEMD  |
| ----- | ------- | --- | ----- | --- | --- | ----- | ----- |
| 1     | Japan A | 2   | 1-1-0 | 3:1 | 6:4 | 1,145 | 1,564 |
| 2     | Belgien | 2   | 1-0-1 | 2:2 | 5:4 | 1,526 | 1,538 |
| 3     | Ägypten | 2   | 0-1-1 | 1:3 | 3:6 | 0,792 | 0,921 |

| Datum            | Nation 1 | MGD   | MP  | SV  | MGD   | Nation 2 |
| ---------------- | -------- | ----- | --- | --- | ----- | -------- |
| 21. Februar 2002 | Belgien  | 1,538 | 2:0 | 4:0 | 0,567 | Ägypten  |
| 21. Februar 2002 | Ägypten  | 0,921 | 1:1 | 3:2 | 0,890 | Japan A  |
| 22. Februar 2002 | Belgien  | 1,513 | 0:2 | 4:1 | 1,564 | Japan A  |

### Gruppe H
Peru hatte sich zwar gemeldet, ist aber nicht angereist. Um die nötigen zwei Spiele pro Mannschaft zu absolvieren, mussten die Türkei und Korea zwei Mal gegeneinander antreten.
| Platz | Nation   | Sp. | G-U-V | MP  | SV  | MGD   | BEMD  |
| ----- | -------- | --- | ----- | --- | --- | ----- | ----- |
| 1     | Türkei   | 2   | 1-0-1 | 2:2 | 6:4 | 1,157 | 1,463 |
| 2     | Südkorea | 2   | 1-0-1 | 2:2 | 4:6 | 0,879 | 0,927 |

| Datum            | Nation 1 | MGD   | MP  | SV  | MGD   | Nation 2 |
| ---------------- | -------- | ----- | --- | --- | ----- | -------- |
| 21. Februar 2002 | Türkei   | 1,463 | 2:0 | 4:0 | 0,794 | Südkorea |
| 22. Februar 2002 | Südkorea | 0,927 | 2:2 | 4:2 | 0,970 | Türkei   |

## Finalrunde
|  | Viertelfinale Best of 5  | Viertelfinale Best of 5  |                          |                          | Halbfinale Best of 5     | Halbfinale Best of 5 |  |  | Finale Best of 5         | Finale Best of 5         |
|  |                          |                          |                          |                          |                          |                      |  |  |                          |                          |
|  | 23. Februar 2002; 14:30h |                          |                          |                          |                          |                      |  |  |                          |                          |
|  | Deutschland A            | 2:0/6:2/1,577            |                          |                          |                          |                      |  |  |                          |                          |
|  | Deutschland A            | 2:0/6:2/1,577            | 23. Februar 2002; 19:00h |                          |                          |                      |  |  |                          |                          |
|  | Japan A                  | 0:2/2:6/1,073            |                          |                          |                          |                      |  |  |                          |                          |
|  | Japan A                  | 0:2/2:6/1,073            | Deutschland A            | 2:0/5:1/1,566            |                          |                      |  |  |                          |                          |
|  |                          |                          | Deutschland A            | 2:0/5:1/1,566            |                          |                      |  |  |                          |                          |
|  |                          | Türkei                   | 0:2/1:5/1,019            |                          |                          |                      |  |  |                          |                          |
|  | Deutschland B            | Türkei                   | 0:2/1:5/1,019            | 0:2/2:6/1,073            |                          |                      |  |  |                          |                          |
|  | Deutschland B            |                          |                          | 0:2/2:6/1,073            |                          |                      |  |  |                          |                          |
|  | Türkei                   | 2:0/6:2/1,297            |                          | 24. Februar 2002; 14:00h | 24. Februar 2002; 14:00h |                      |  |  |                          |                          |
|  | 23. Februar 2002; 11:00h | 23. Februar 2002; 11:00h | Deutschland A            | 2:0/5:1/1,812            |                          |                      |  |  |                          |                          |
|  | 23. Februar 2002; 14:30h | 23. Februar 2002; 14:30h |                          | Niederlande A            | 0:2/1:5/1,347            |                      |  |  |                          |                          |
|  | Japan B                  | 0:2/0:6/1,000            |                          |                          |                          |                      |  |  |                          |                          |
|  | Dänemark A               | 2:0/6:0/1,764            |                          |                          |                          |                      |  |  |                          |                          |
|  | Dänemark A               | 2:0/6:0/1,764            | Dänemark A               | 0:2/1:5/1,041            |                          |                      |  |  |                          |                          |
|  |                          |                          | Dänemark A               | 0:2/1:5/1,041            | Spiel um Platz 3         |                      |  |  |                          |                          |
|  |                          | Niederlande A            | 2:0/5:1/1,666            |                          |                          |                      |  |  |                          |                          |
|  | Spanien                  | Niederlande A            | 2:0/5:1/1,666            | 1:1/3:5/1,271            | Türkei                   | 1:1/3:2/1,828        |  |  |                          |                          |
|  | Spanien                  | 23. Februar 2002; 19:00h |                          | 1:1/3:5/1,271            | Türkei                   | 1:1/3:2/1,828        |  |  |                          |                          |
|  | Niederlande A            | 1:15:3/1,478             |                          | Dänemark A               | 1:1/2:3/1,628            |                      |  |  |                          |                          |
|  | Niederlande A            | 1:15:3/1,478             |                          |                          | 1:1/2:3/1,628            |                      |  |  |                          |                          |
|  | 23. Februar 2002; 11:00h | 23. Februar 2002; 11:00h |                          |                          |                          |                      |  |  | 24. Februar 2002; 11:30h | 24. Februar 2002; 11:30h |

## Abschlusstabelle
| MP    | Match Punkte (Sieger = 2; Unentschieden = 1; Verlierer = 0) |
| SV    | Satzverhältnis (nur bei Turnieren im Satzsystem)            |
| Pkte. | Erzielte Karambolagen                                       |
| Aufn. | benötigte Aufnahmen                                         |
| GD    | Generaldurchschnitt                                         |
| MGD   | Mannschafts-Generaldurchschnitt                             |
| BED   | Bester Einzeldurchschnitt eines Spielers                    |
| BEMD  | Bester Einzeldurchschnitt einer Mannschaft                  |
| BSD   | Bester Satzdurchschnitt eines Spielers                      |
| HS    | Höchstserie                                                 |
| WRP   | Weltranglistenpunkte                                        |

| Phase           | Platz | Nation             | Sp. | G-U-V | MP   | PP   | SV    | Pkt. | Aufn. | MGD   | BMED  | HS |
| --------------- | ----- | ------------------ | --- | ----- | ---- | ---- | ----- | ---- | ----- | ----- | ----- | -- |
| Finale          | 1     | Deutschland A      | 5   | 5-0-0 | 10:0 | 10:0 | 24:6  | 424  | 307   | 1,381 | 1,812 | 13 |
| Finale          | 2     | Niederlande A      | 5   | 3-1-1 | 7:3  | 6:4  | 18:12 | 382  | 254   | 1,503 | 1,875 | 12 |
| Halb- finale    | 3     | Türkei             | 5   | 3-0-2 | 6:4  | 5:5  | 16:13 | 350  | 278   | 1,258 | 1,828 | 14 |
| Halb- finale    | 4     | Dänemark A         | 5   | 2-1-2 | 5:5  | 6:4  | 16:11 | 322  | 222   | 1,450 | 1,764 | 10 |
| Viertel- finale | 5     | Deutschland B      | 3   | 2-0-1 | 4:2  | 4:2  | 10:7  | 220  | 183   | 1,202 | 1,621 | 8  |
| Viertel- finale | 6     | Spanien            | 3   | 1-1-1 | 3:3  | 4:2  | 10:8  | 221  | 202   | 1,094 | 1,271 | 8  |
| Viertel- finale | 7     | Japan A            | 3   | 1-1-1 | 3:3  | 3:3  | 8:10  | 191  | 171   | 1,116 | 1,564 | 10 |
| Viertel- finale | 8     | Japan B            | 3   | 1-1-1 | 3:3  | 3:3  | 7:9   | 187  | 152   | 1,230 | 1,538 | 12 |
| Gruppen- phase  | 9     | Italien            | 2   | 1-1-0 | 3:1  | 3:1  | 6:3   | 115  | 102   | 1,127 | 1,222 | 8  |
| Gruppen- phase  | 10    | Belgien            | 2   | 1-0-1 | 2:2  | 2:2  | 5:4   | 116  | 76    | 1,526 | 1,538 | 11 |
| Gruppen- phase  | 11    | Schweden A         | 2   | 0-2-0 | 2:2  | 2:2  | 5:5   | 121  | 104   | 1,163 | 1,219 | 7  |
| Gruppen- phase  | 12    | Portugal           | 2   | 1-0-1 | 2:2  | 2:2  | 5:5   | 104  | 125   | 0,832 | 1,032 | 8  |
| Gruppen- phase  | 13    | Schweden B         | 2   | 1-0-1 | 2:2  | 2:2  | 4:4   | 100  | 94    | 1,063 | 0,937 | 7  |
| Gruppen- phase  | 14    | Vereinigte Staaten | 2   | 1-0-1 | 2:2  | 2:2  | 4:6   | 115  | 128   | 0,898 | 0,892 | 7  |
| Gruppen- phase  | 15    | Frankreich B       | 2   | 0-2-0 | 2:2  | 2:2  | 4:6   | 105  | 109   | 0,963 | 1,108 | 8  |
| Gruppen- phase  | 16    | Südkorea           | 2   | 1-0-1 | 2:2  | 2:2  | 4:6   | 95   | 108   | 0,879 | 0,927 | 7  |
| Gruppen- phase  | 17    | Niederlande B      | 2   | 0-1-1 | 1:3  | 1:3  | 4:6   | 118  | 104   | 1,134 | 1,095 | 13 |
| Gruppen- phase  | 18    | Ägypten            | 2   | 0-1-1 | 1:3  | 1:3  | 3:6   | 80   | 101   | 0,792 | 0,921 | 6  |
| Gruppen- phase  | 19    | Österreich         | 2   | 0-1-1 | 1:3  | 1:3  | 3:7   | 112  | 116   | 0,965 | 1,222 | 5  |
| Gruppen- phase  | 20    | Frankreich A       | 2   | 0-1-1 | 1:3  | 1:3  | 2:6   | 63   | 78    | 0,807 | 1,042 | 7  |
| Gruppen- phase  | 21    | Dänemark B         | 2   | 0-0-2 | 0:4  | 0:4  | 3:8   | 109  | 155   | 0,703 | –     | 8  |
| Gruppen- phase  | 22    | Tschechien         | 2   | 0-0-2 | 0:4  | 0:4  | 2:8   | 89   | 128   | 0,695 | –     | 9  |
| Gruppen- phase  | 23    | Schweiz            | 2   | 0-0-2 | 0:4  | 0:4  | 1:8   | 74   | 139   | 0,532 | –     | 5  |
| Gruppen- phase  | 24    | Peru               | 0   | 0-0-2 | 0:4  | –    | –     | –    | –     | –     | –     | –  |